# III. Parteikonferenz der Partei der Arbeit Koreas

Flagge der Partei der Arbeit Koreas

Die III. Parteikonferenz der Partei der Arbeit Koreas 2010 war die erste Parteikonferenz der PdAK seit 1966 und das erste Zusammenkommen der Partei seit dem VI. Parteitag vom Oktober 1980. Das Treffen fand am 28. September 2010 in Pjöngjang statt und dauerte einen Tag. Die staatliche Nachrichtenagentur KCNA gab vorab bekannt, dass das Zentralkomitee neu zusammengestellt werde.

## Vorbereitung
Im Juni 2010 wurde bekanntgegeben, dass die PdAK eine Parteikonferenz für Anfang September desselben Jahres plane, um den Führungsapparat neu zu wählen und um die neuen Anforderungen der revolutionären Entwicklung der Partei zu reflektieren. Nachdem bekanntgegeben wurde, dass eine Parteikonferenz der PdAk stattfinden soll, spekulierten ausländische Medien, dass Kim Jong-il diese nutzen werde, um seinen Sohn Kim Jong-un in Stellung zu bringen.
Im Großraum Pjöngjang wurden Militäreinheiten zusammengezogen. Raketenwerfer, Artilleriegeschütze und Panzerfahrzeuge wurden seit Mitte Juli 2010 zusammengezogen und eine Probe für eine Militärparade mit circa 10.000 Soldaten abgehalten.
Ursprünglich war der Kongress Anfang September geplant, wurde aber ohne Angabe von Gründen verschoben. Die offiziellen Regierungsmedien priesen das Ereignis im Vorfeld an.
Schon am 25. August 2010 wurden Kim Jong-il und sein Sohn Kim Jong-un zu den Delegierten der Armee ernannt.
Am 27. September 2010, einen Tag vor dem Beginn der Parteikonferenz, besuchten die Delegierten das Mausoleum Kim Il-sungs. Zudem ernannte Kim Jong-il seine Schwester Kim Kyŏng-hŭi, seinen jüngsten Sohn Kim Jong-un und Choe Ryong-hae zu Vier-Sterne-Generälen (entspricht Armeegeneral).

## Beschlüsse
Kim Jong-il wurde vom Kongress einstimmig als Generalsekretär der Partei bestätigt. Das Zentralkomitee wurde neu zusammengesetzt. Kim Jong Un und der Generalstabschef der Volksarmee, Ri Yong-ho wurden dabei zum Vizevorsitzenden der Militärkommission im Zentralkomitee berufen.